# Leucosolenia pilosella
Leucosolenia pilosella är en svampdjursart som beskrevs av Brøndsted 1931. Leucosolenia pilosella ingår i släktet Leucosolenia och familjen Leucosoleniidae. Inga underarter finns listade i Catalogue of Life.